# Aaron Haddad
Aaron Steven Haddad (Worcester (Massachusetts), 3 augustus 1981), beter bekend als Damien Sandow of Aaron Rex, is een Amerikaans voormalig professioneel worstelaar. Hij is best bekend van zijn tijd bij de World Wrestling Entertainment, National Wrestling Alliance (NWA) en Total Nonstop Action Wrestling (TNA).
Haddad begon zijn carrière in WWE al vanaf 2003. Hij heeft tot aan 2006 geworsteld in het voormalige opleidingscentra van WWE, Ohio Valley Wrestling (OVW). Hij vormde een alliantie met KC James en Michelle McCool. Hij maakte zijn pay-per-view (PPV) debuut bij het evenement Vengeance in 2003. In 2007 werd hij vrijgegeven van zijn contract door de federatie. In 2010 keerde hij terug naar WWE en kwam terecht in verschillende verhaallijnen en vormde teams met onder meer Cody Rhodes en The Miz. In 2013 won hij het Money in the Bank ladder match bij het gelijknamig evenement. Hij heeft bij zijn tijd in WWE geworsteld met nu bekende worstelaars John Cena, R-Truth, Dolph Ziggler, Cody Rhodes, Big E en The Great Khali. Op 16 mei 2016, werd hij vrijgegeven van zijn contract door WWE. Zijn vrijlating door de federatie had veel kritiek van insiders in de worstelwereld
Na zijn vrijlating, debuteerde Haddad bij de toenmalige rivaliserende promotie, Total Nonstop Action Wrestling (TNA) onder zijn ringnaam Aaron Rex. Hij nam deel aan een toernooi voor een gloednieuw kampioenschap, het Impact Grand Championship. Het toernooi werd opgericht door toenmalige president, Billy Corgan. Rex heeft succesvol het toernooi gewonnen en bekwam de inaugurele Impact Grand Champion. In het voorjaar van 2017 verliet Rex de promotie, omdat hij zich maar wilde focussen op een acteer carrière.
In 2019 keerde hij terug naar de National Wrestling Alliance. Bij het evenement NWA Into the Fire, versloeg hij Colt Cabana en Ricky Starks om het NWA National Championship. Daarna vormde hij een team met JR Kratos. De twee wisten het NWA World Tag Team Championship te veroveren van Eli Drake en James Storm. Ze verloren de titels aan La Rebelión (Bestia 666 en Mecha Wolf 450) bij het evenement NWA 73rd Anniversary Show. Na een aantal wedstrijden bij verschillende pay-per-view (PPV) evenementen, die resulteerde in nederlagen, kondigde Aaron op 4 mei 2022 zijn pensioen aan. Zijn laatste wedstrijd was op 11 juni 2022 tegen Trevor Murdoch. Na de wedstrijd pakte hij een microfoon en sprak de fans toe met "You're Welcome", een uitspraak die hij gebruikte bij zijn tijd in WWE.

## Professioneel worstel-carrière (2001–2022)

### Beginjaren
Op 23 juni 2001 debuteerde, Haddad (die getraind was door Chaotic Wrestling) onder de ringnaam Aaron Stevens, waar hij de match verloor van Chris Harvey. Later vormde hij een tag team met Edward G. Xtasy en het duo versloeg Little Guido Maritato en Luis Ortiz voor het Chaotic Wrestling Tag Team Championship.
Op 22 november 2001 maakte Stevens zijn debuut op World Wrestling Alliance.

### World Wrestling Entertainment (2002-2007)
Stevens ondertekende een contract met World Wrestling Entertainment (WWE) na het verkrijgen van verscheidene oefenmatchen op Heat. Zijn tegenstanders waren onder andere Stevie Richards, Team Angle, Johnny Nitro en Maven.
Later was Stevens verwezen naar hun opleidingscentrum, de Ohio Valley Wrestling (OVW) en adopteerde een bijnaam aan zijn ringnaam, Aaron "The Idol" Stevens.
in 2004 tijdens een house show versloegen Stevens en Nova, Chris Cage en Tank Toland om het OVW Southern Tag Team Championship.
Op 4 januari 2006 won hij het OVW Television Championship.
Op 4 augustus 2006 maakte Stevens zijn SmackDown! debuut als Idol Stevens. Door Michelle McCool werd hij samen met KC James geïntroduceerd, als een van haar favoriete "Teachers Pets". Met de hulp van McCool won het duo van Funaki en Scotty 2 Hotty. Stevens en James bleven samen worstelen als tag team totdat de WWE hen terugstuurden naar de OVW.
Op 14 maart 2007 won Stevens het OVW Heavyweight Championship door Paul Burchill te verslaan.
Op 9 mei 2007 moest hij de titel weer afstaan aan Burchill. Later in dat jaar verliet Stevens de OVW en WWE.

### Onafhankelijke circuit (2008-2010)
Stevens maakte zijn terugkeer naar het onafhankelijke circuit op NWA 60th Anniversary Show, waarin hij de match verloor van Mike DiBiase II voor het NWA North American Heavyweight Championship. Hij verscheen later voor XCW Wrestling Mid-West en Derby City Wrestling voordat hij opnieuw terugkeerde naar de OVW.

### Terugkeer naar Ohio Valley Wrestling (2008-2009)
Op 12 november 2008 maakte Stevens zijn terugkeer naar OVW, verraste en versloeg de OVW Heavyweight Champion Anthony Bravado. Door de winst kreeg hij zicht op de titel.
Op 26 november 2008 versloeg hij Bravado om het OVW Heavyweight Championship te winnen. Hij bleef daar worstelen tot zijn laatste OVW-match op 11 februari 2009.

### World Wrestling Council (2009-2010)
Stevens keerde terug naar Puerto Rico en worstelde voor World Wrestling Council (WWC). Hij bleef daar worstelen tot 31 juli 2010 en won tussendoor 1 keer het WWC Puerto Rico Heavyweight Championship en 4 keer het WWC World Tag Team Championship.

### Terugkeer naar WWE (2010-2016)
Op 14 juli 2010 tekende Stevens een nieuwe opleidingscontract met de WWE, en veranderde zijn ringnaam in Damien Sandow hij werd naar de Florida Championship Wrestling (FCW) verwezen.
Op 3 december 2010 won Sandow met Titus O'Neill het FCW Florida Tag Team Championship door Xavier Woods en Mason Ryan te verslaan in een match voor de vacant gestelde titel.
Op 25 maart 2011 moesten ze de titel afstaan aan Richie Steamboat en Seth Rollins. Na het verliezen van de titel, keerde Sandow zich tegen O'Neill en vergezelde de groep dat gevormd was door Lucky Cannon, Aksana en Maxine.
Op 22 september 2011 versloeg Sandow, Rollins door het FCW 15 Championship te winnen.
Op 13 januari 2012 verloor hij het FCW 15 Championship aan Richie Steamboat.
Op 6 april 2012 debuteerde het personage van Sandow tijdens de SmackDown-aflevering op het scherm, als een heel.
op 4 mei 2012 debuteerde Sandow uiteindelijk, na wekenlange vignetten, tijdens de SmackDown-aflevering, maar weigerde om te worstelen in een geplande match tegen Derrick Bateman.
Op 18 mei 2012 tijdens de SmackDown-aflevering weigerde Sandow opnieuw om te worstelen in een match tegen Yoshi Tatsu. Nadat Tatsu, Sandow een kip noemde, keerde Sandow terug naar de ring en viel Tatsu aan en liet hem achter na het uitvoeren van de "straight jacket neckbreaker".
In augustus 2012 vormde hij samen met Cody Rhodes een tag team, de Rhodes Scholars. Na een interne ruzie tussen hen werd de groep ontbonden,
in juli 2013. Op Money in the Bank 2013 veroverde Sandow de Money in the Bank-koffer voor een World Heavyweight Championship-wedstrijd. Een paar weken later leverde hij zijn koffer in voor de titel tegen kampioen John Cena, maar hij verloor de wedstrijd.
Van augustus 2014 tot begin april 2015, vormde hij samen met The Miz een alliantie als zijn stunt-dubbel, waarbij hij zijn naam wijzigde in Damien Mizdow. Bij wedstrijden van The Miz bootste hij iedere beweging van hem na. Op 3 april in de André The Giant Memorial Battle Royal in Wrestlemania 32 keerde hij zich tegen The Miz en veranderde daarna weer zijn naam tot Damien Sandow.
Na een kortstondige vete met Curtis Axel (die Hulk Hogan persifleerde) waarbij Sandow hem weer persifleerde, deed Sandow zich sinds mei 2015 voor als look a like van Randy Savage als Macho man en nam hij de naam Macho Mandow aan. Axel en Sandow legde het bij en gingen samen verder als het tagteam The Metapowers tot 24 juli 2015, dit vanwege dat de WWE Hulk Hogan toen ontsloeg (wegens racistische uitlatingen). Hierna Nam Haddad zijn ringnaam Sandow weer aan.
Op 6 mei 2016 werd bekend, dat Haddad ontdaan is van al zijn verplichtingen aan de WWE en is zijn contract ontbonden, naast Haddad werden ook Wade Barrett, Zeb Colter, Alex Riley, Santino Marella, Cameron, El Torito & Hornswoggle ontbonden van hun contracten met de WWE.

## Prestaties
- Chaotic Wrestling
  - Chaotic Wrestling Heavyweight Championship (1 keer)[8]
  - Chaotic Wrestling Tag Team Championship (1 keer) – met Edward G. Xtasy[8]
- Destiny World Wrestling
  - DWW Championship (1 keer)
- Florida Championship Wrestling
  - FCW Jack Brisco 15 Championship (1 keer)[8]
  - FCW Florida Tag Team Championship (1 keer) – met Titus O'Neil[8]
- International Wrestling Association
  - IWA Hardcore Championship (1 keer)[8]
- National Wrestling Alliance
  - NWA National Championship (1 keer)[8]
  - NWA World Tag Team Championship (1 keer) – met JR Kratos[8]
- Ohio Valley Wrestling
  - OVW Heavyweight Championship (2 keer)[8]
  - OVW Southern Tag Team Championship (1 keer) – met Nova[8]
  - OVW Television Championship (1 keer)[8]
  - 3e OVW Triple Crown Champion
- Pro Wrestling Illustrated
  - Gerangschikt op #50 van de top 500 singles worstelaars in de PWI 500 in 2013[9]
- Total Nonstop Action Wrestling
  - Impact Grand Championship (1 keer)
  - Impact Grand Championship Tournament (2016)
- World Wrestling Council
  - WWC Puerto Rico Heavyweight Championship (1 keer)[8]
  - WWC World Tag Team Championship (4 keer) – 1x met Shawn Spears, Chicano, King Tonga Jr en Abbad (1)[8]
- WWE
  - WWE Tag Team Championship (1 keer) – met The Miz[8]
  - Money in the Bank (2013 – World Heavyweight Championship contract)[2]
  - WWE Tag Team Championship #1 Contender Tournament (2012) – met Cody Rhodes
  - Slammy Award (2 keer)
    - LOL Moment of the Year (2014) – The Miz's stunt double[10]
    - Double-Cross of the Year (2015) – Elimineerde The Miz van de Andre the Giant Memorial battle royal bij WrestleMania 31[11]